# Centro Português de Actividades Subaquáticas
O Centro Português de Actividades Subaquáticas (CPAS) é uma associação portuguesa dedicada a estruturar, incentivar e ensinar o mergulho. A CPAS foi fundada em 1953, está classificado como Instituição de Utilidade Pública sem fins lucrativos, e tem a sua sede em Lisboa, no Restelo.
O Centro Português de Actividades Subaquáticas - CPAS - foi fundado em 1953, sendo uma Instituição de Utilidade Pública sem fins lucrativos com mais de 5000 sócios actualmente. Estatutariamente é uma associação de carácter Técnico, Cultural e Científico (Artigo 1º dos Estatutos). 
A acção do CPAS ao longo de 65 anos de existência tem sido visível sobretudo na promoção e ensino das técnicas de penetração no mundo subaquático, na preservação do património histórico submerso, na promoção de conferências e exposições sobre temas ligados ao mar e no desenvolvimento de actividades que promovam o estudo e conservação de fauna e flora subaquáticas (Artigo 3º dos Estatutos).
Em 1956 o CPAS realiza o primeiro filme subaquático a cores de que há conhecimento "Fundo do Mar" cuja captação de imagens são da autoria do Eng. Jorge de Castro e Eng. Eduardo Caupers (Ambos sócios fundadores do CPAS).
Em 1957 o CPAS inicia o ensino da escafandria em Portugal (Mergulho Amador). 
No ano seguinte é igualmente pioneiro com a realização das 1as. Jornadas de Arqueologia Subaquática em Portugal (Tróia). Em 1958 prepara em Bruxelas (aquando da exposição Internacional) a fundação da futura CMAS, estando envolvidos neste processo o Comandante J. Y. Cousteau, o Arq. J. Albuquerque e o Eng. E. Caupers (estes últimos fundadores CPAS). 
Em Janeiro de 1959 é fundada oficialmente a CMAS no Mónaco estando presentes em representação do CPAS e de Portugal o Arq. J. Albuquerque e António Ramada Curto. 

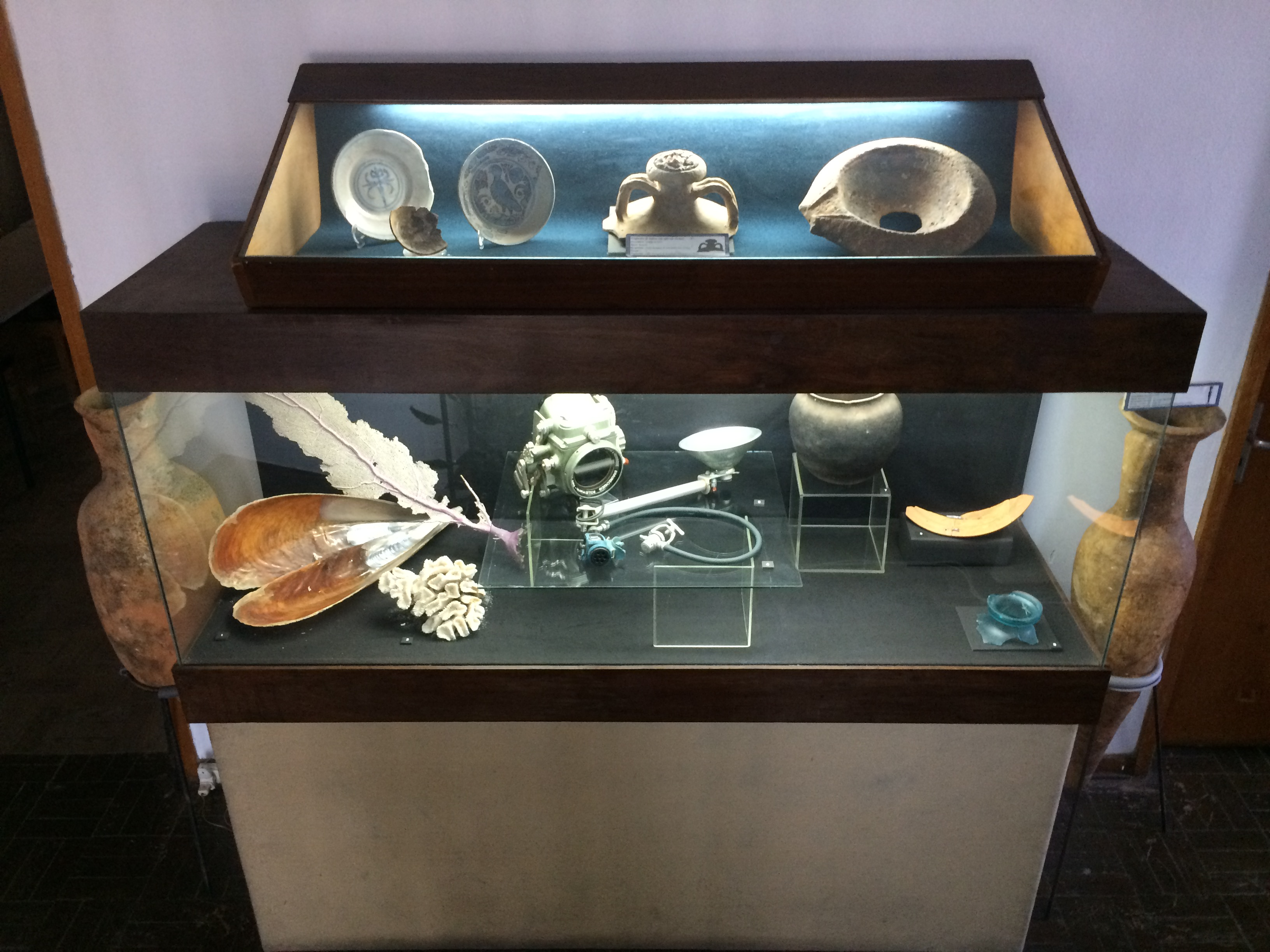
Museu Municipal da Vida Submersa

Em Março de 1961 com o patrocínio de o Instituto de Alta Cultura de Portugal o CPAS organiza em Lisboa o primeiro Simpósio Médico Internacional sobre Fisiologia e Técnica do Mergulho onde estiveram presentes Dr. Cabarrou (França), Novelli (Itália), Bulhmann (Suiça), Matemático Hannes Keller (Suíça) e Dr. Juan E. Sala Matas. 
Em 1965 tomou a iniciativa de propor e defender a criação de parques submarinos a nível nacional. Desde a criação da Reserva Natural da Berlenga, cuja iniciativa lhe pertence, o CPAS é actualmente uma Organização não Governamental de Ambiente (ONGA). 
No campo científico organizou várias expedições ao longo da costa Portuguesa e ao ex-Ultramar, em colaboração com a Marinha Portuguesa e outras instituições científicas (Gulbenkian, Faculdade de Ciências e de Letras de Lisboa), donde resultaram as suas valiosas colecções, sobretudo as arqueológicas e as malacológicas. 
De salientar o trabalho de investigação do Departamento de Malacologia do CPAS pela descoberta e classificação de diversas espécies de Conus. O CPAS, através deste departamento, editou em 1999 um livro sobre as espécies malacológicas conhecidas das costas de Portugal, com o subsídio da Shell Portuguesa, com o título "Conchas Marinhas de Portugal". O CPAS edita ainda (sem regularidade por falta de meios financeiros), a única Revista Portuguesa sobre Malacologia, a AMPHITRITE.
No campo técnico-didático o CPAS – A 1ª escola de mergulho amador em Portugal -, ministra cursos desde 1957, tendo formado até à data mais de 5.000 mergulhadores.
Ao abrigo de um projecto subsidiado pelo Fundo Social Europeu - EUROFORM, promoveu em 1993 cursos de mergulho profissional civil os quais visaram a criação de novos perfis profissionais inexistentes em Portugal. 
Também através de outros programas do Quadro Comunitário de Apoio - ADAPT, desenvolveu o projecto de "Valorização e Promoção da Hiperbária em Portugal" nas vertentes da engenharia e da medicina, durante os anos de 1998 e 1999. 
Simultaneamente o CPAS promove cursos de Arqueologia e Fotografia Subaquáticas, Cursos de Náutica (Marinheiro, Patrão Local, Costa e Alto Mar) e Cursos de Especialização. 
Margarida Farrajota, Presidente do CPAS